# 69. Pulski filmski festival
69. festival igranog filma u Puli je godišnji filmski festival održan u Puli, Hrvatska. Održat će se od 16. srpnja 2022. do 24. srpnja 2022. godine. 
Film Zbornica osvojio je nagradu za Velika zlatna arena za najbolji film i Zlatna arena za režiju.

## Ocjenjivački sud
- Stefan Ruzowitzky, redatelj (predsjednica)
- Rita Di Santo, kritičarka
- Zrinko Ogresta, redatelj
- Miran Miošić,
- Marija Škaričić, glumica

## Programi

### Hrvatski program
- 4:2, Anđelo Jurkas
- Baci se na pod, Nina Violić
- Divljaci, Dario Lonjak
- Glava velike ribe, Arsen Oremović
- Illyricvm, Simon Bogojevic Narath
- Nosila je rubac črleni, Goran Dukić
- Punim plućima, Radislav Jovanov
- Šesti autobus, Eduard Galić
- Stric, David Kapac i Andrija Mardešić
- Zbornica, Sonja Tarokić

### Međunarodni program
- Ne ostavljaj tragove (Żeby nie było śladów), Jan P. Matuszyński (Poljska)
- Neka bude jutro, Eran Kolirin (Izrael)
- Čudo (Miracol), Bogdan George Apetri (Rumunjska)
- Sunce (Sonne), Kurdwin Ayub (Austrija)
- Majstori od zanata (Sis dies corrents), Neus Ballús (Španjolska)
- Dani suše (Burning Days), Emin Alper (Turska)
- Ljeto kada sam naučila letjeti (How I Learned to Fly), Radivoje Andrić (Srbija, Hrvatska)
- Mimi, Darijan Pejovski (Sjeverna Makedonija)
- Nebesa, Srđan Dragojević (Srbija)
- Nije loše biti čovek, Dušan Kovačević (Srbija)
- Vizija leptira, Maksym Nakonechnyi (Ukrajina)

## Nagrade

### Hrvatski program
- Velika zlatna arena za najbolji film : Zbornica, Sonja Tarokić
- Zlatna arena za režiju : Sonja Tarokić, Zbornica
- Zlatna arena za scenarij : David Kapac i Andrija Mardešić, Stric
- Zlatna arena za najbolju glavnu žensku ulogu : Lana Barić, Glava velike ribe
- Zlatna arena za najbolju glavnu mušku ulogu : Stojan Matavulj, Zbornica
- Zlatna arena za najbolju sporednu žensku ulogu : Nives Ivanković, Zbornica
- Zlatna arena za najbolju sporednu mušku ulogu : Ljubo Zečević, Nosila je rubac črleni
- Zlatna arena za kameru : Stanko Herceg, Punim plućima
- Zlatna arena za montažu : Borna Buljević, Zbornica

### Manjinske koprodukcije
- Zlatna arena za najbolji film u manjinskoj koprodukciji : Dani suše (Burning Days), Emin Alper
- Zlatna arena za režiju u manjinskoj koprodukciji :
- Zlatna arena za glumačko ostvarenje u manjinskoj koprodukciji :

## Više informacija
- Festival igranog filma u Puli

## Vanjske poveznice
- službeno mrežno mjesto